# Pierluigi Pairetto
Pierluigi Pairetto (ur. 15 lipca 1952 w Turynie) – włoski sędzia piłkarski.

## Kariera
Pierluigi Pairetto w rozgrywkach Serie A zadebiutował dnia 17 maja 1981 roku na Stadio Sant’Elia w Cagliari w meczu 29. kolejki Cagliari Calcio – US Catanzaro (2:1). Dnia 17 września 1986 roku zadebiutował jako sędzia liniowy podczas meczu 1. kolejki Pucharu Europy 1986/1987 BSC Young Boys – Real Madryt (1:0).
W 1989 roku został sędzią międzynarodowym i dnia 11 kwietnia 1989 roku na Liebenauer Stadion w Grazu poprowadził swój pierwszy mecz międzypaństwowy Austria – Czechosłowacja (1:2) w ramach meczu towarzyskiego.
W 1990 roku znalazł się w gronie sędziów-asystentów na mistrzostwa świata we Włoszech i wystąpił w tej roli dnia 15 czerwca 1990 roku na San Siro podczas meczu grupy D RFN – ZEA (5:1) oraz dnia 24 czerwca 1990 roku na Stadio delle Alpi podczas meczu 1/8 finału Brazylia – Argentyna (0:1).
W 1992 roku znalazł się w gronie sędziów mających prowadzić mecze mistrzostw Europy w Szwecji, na których prowadził mecz Grupy B Holandia – Niemcy (3:1) rozegrany dnia 18 czerwca 1992 roku na stadionie Ullevi w Göteborgu, dwa lata później w 1994 roku w gronie sędziów mistrzostw świata w Stanach Zjednoczonych, na których prowadził mecz 1/8 finału Rumunia – Argentyna (3:2) rozegrany dnia 3 lipca 1994 roku na Rose Bowl w Pasadenie.
Dnia 8 maja 1996 roku na stadionie Króla Baudouina I w Brukseli sędziował finałowy mecz Pucharu Zdobywców Pucharów 1995/1996: Paris Saint-Germain – Rapid Wiedeń (1:0) oraz w tym samym roku został wyznaczony do grona sędziów mających prowadzić mecze mistrzostw Europy w Anglii, gdzie prowadził mecz Grupy A Anglia – Szkocja (2:0) rozegrany dnia 15 czerwca 1996 roku na Stadionie Wembley w Londynie oraz dnia 30 czerwca 1996 roku na tym samym stadionie finałowy mecz Niemcy – Czechy (2:1 pd.).
Ostatni mecz w swojej karierze poprowadził dnia 15 maja 1998 roku na Stadio Via del Mare w Lecce w spotkaniu 34. kolejki Serie A US Lecce – Piacenza Calcio (1:3). Łącznie w karierze sędziowskiej prowadził 281 meczów oraz pokazał 647 żółtych i 50 czerwonych kartek.

## Po zakończeniu kariery
Pierluigi Pairetto po zakończeniu kariery zasiadał w Wydziale Arbitrażowym FIGC, gdzie w latach 1998–1999 wyznaczał sędziów Serie C, a w latach 1999–2005 wraz z Paolo Bergamo wyznaczał sędziów Serie A i Serie B oraz w latach 2002–2006 był wiceprzewodniczącym Komitetu Sędziowskiego UEFA.

### Afera Calciopoli
Pierluigi Pairetto był również zamieszany w aferę Calciopoli w 2006 roku, w wyniku częstych kontaktów z prezesem Juventusu Turyn – Luciano Moggim został odwołany z funkcji wiceprzewodniczącego Komitetu Sędziowskiego UEFA, na której zastąpił go Pierluigi Collina. Pairetto został zdyskwalifikowany przez Włoski Narodowy Komitet Olimpijski (CONI) w pierwszej instancji na 2,5 roku, a w drugiej instancji na 3,5 roku.
Dnia 17 października 2012 roku Trybunał Obrachunkowy nakazał Pairetto zapłacić FIGC odszkowanie w wysokości 700.000 euro.
Obecnie Pairetto jest obserwatorem sędziów w Komitecie Regionalnym Piemontu i Valle d' Aosta.

## Życie prywatne
Pierluigi Pairetto obecnie mieszka w Rivoli w prowincji Turyn, żonaty, czworo dzieci, tym dwóch synów: Alberto (ur. 10 marca 1978) – były trener amatorskiego klubu Chisola Calcio, obecnie pracuje w Juventusie Turyn oraz Luca (ur. 14 kwietnia 1984) – również sędzia piłkarski.